# AOM French Airlines
AOM French Airlines — французька авіакомпанія. Існувала в 1988-2001 роках.

## Історія
Компанія була заснована в 1988 році. В 1992 компанія об'єдналася з Air Outre Mer merged і Minerve. У 2001 році припинила існування, об'єднавшись з Air Liberté.

## Флот
- 15 McDonnell Douglas DC-10-30
- 12 McDonnell Douglas MD-83
- 2 Airbus A340-200
- 2 Airbus A340-300
- 2 Boeing 737-500